# Dainville-Bertheléville
Dainville-Bertheléville é uma comuna francesa na região administrativa do Grande Leste, no departamento de Meuse. Estende-se por uma área de 40.3 km², e possui 119 habitantes, segundo o censo de 2018, com uma densidade de 3.0 hab/km².